# Vaslui
Vaslui là một đô thị thuộc hạt Vaslui, România. Dân số thời điểm năm 2002 là 70267 người.